# (400158) 2006 VR69
(400158) 2006 VR69 es un asteroide perteneciente al cinturón de asteroides, descubierto el 31 de octubre de 2006 por el equipo del Mount Lemmon Survey desde el Observatorio del Monte Lemmon, Arizona, Estados Unidos.

## Designación y nombre
Designado provisionalmente como 2006 VR69.

## Características orbitales
2006 VR69 está situado a una distancia media del Sol de 2,628 ua, pudiendo alejarse hasta 3,419 ua y acercarse hasta 1,837 ua. Su excentricidad es 0,300 y la inclinación orbital 12,63 grados. Emplea 1556,64 días en completar una órbita alrededor del Sol.

## Características físicas
La magnitud absoluta de 2006 VR69 es 17,5.